# 신한 프리미어
신한 프리미어(영어: Shinhan Premier)는 신한금융그룹의 자산관리 대표 브랜드이다. 그 동안 각 그룹사가 자산관리 채널과 브랜드를 개별적으로 운영해왔으나, 그룹 차원의 일관성 있는 커뮤니케이션을 위해 자산관리 영역의 상위 브랜드를 새롭게 정립하였다.

## 서비스

### 신한 Premier Family Office
신한 프리미어 패밀리오피스는 초고자산가와 그 가족, 가문을 위한 종합 자산관리 서비스이다. 금융자산, 부동산, 세무, 상속ㆍ증여 등 유형의 자산 뿐만 아니라, 가문의 영속을 위한 지배구조, 자녀 교육, 가문의 가치관, 사회공헌에 이르는 무형의 자산까지 통합적으로 관리하는 맞춤형 자문 서비스를 제공하고 있다.

### 신한 Premier PIB
신한 프리미어 PIB는 기업가 고객을 대상으로 IB와 연계된 PB 서비스를 제공한다. 기업의 창업, 성장, 성숙, 안정 단계 등 생애 주기에 따른 자산관리는 물론, 기관투자자급 IB상품과 IPO, M&A 등 차별화된 IB 솔루션을 경험할 수 있다.

### 신한 Premier PWM
신한 프리미어 PWM은 자산가 고객을 위한 1:1 포트폴리오 서비스를 제공한다. 은행과 증권 PB가 전담팀을 이루어 전문성과 노하우를 바탕으로 시장 환경과 고객의 니즈에 가장 적합한 솔루션을 제안한다.

### 신한 Premier Lounge
신한 프리미어 라운지는 개인고객 자산관리 채널이다. 예적금, 펀드, 주식, 채권, 보험 등 다양한 상품을 활용하여 자산관리의 해법을 제시해 주고 있다.

### 신한 Premier Pathfinder
신한 프리미어 패스파인더는 신한금융그룹을 대표하는 자산관리 자문단이다. 시황 및 투자전략, 세무, 상속/증여, 부동산, IB 등 신한은행과 신한투자증권의 분야별 전문가 80여명이 고객의 니즈에 따라 팀을 구성하여 맞춤형 컨설팅을 제공한다.